# Olpium
Olpium är ett släkte av spindeldjur. Olpium ingår i familjen Olpiidae.

## Dottertaxa tillOlpium, i alfabetisk ordning[1]
- Olpium afghanicum
- Olpium angolense
- Olpium arabicum
- Olpium asiaticum
- Olpium australicum
- Olpium canariense
- Olpium ceylonicum
- Olpium crypticum
- Olpium digitum
- Olpium flavum
- Olpium fuscimanum
- Olpium gladiatum
- Olpium graminum
- Olpium granulatum
- Olpium halophilum
- Olpium indicum
- Olpium intermedium
- Olpium jacobsoni
- Olpium kochi
- Olpium kuriense
- Olpium lindbergi
- Olpium microstethum
- Olpium milneri
- Olpium minnizioides
- Olpium omanense
- Olpium pallipes
- Olpium philippinum
- Olpium pusillulum
- Olpium robustum
- Olpium socotraense
- Olpium tenue
- Olpium tibium
- Olpium tropicum
- Olpium vanharteni